# Friedrich Navratil
Friedrich Navratil, avstro-ogrski častnik, vojaški pilot in letalski as, * 19. julij 1893, Sarajevo, † 1946, Jugoslavija.
Nadporočnik Navratil je v svoji vojaški službi dosegel 10 zračnih zmag.

## Življenjepis
Med prvo svetovno vojno je bil pripadnik Flik 3J in Flik 41J.